# Javier María Carbajosa Sánchez
Javier María Carbajosa Sánchez (Madrid, 1960) es un diplomático español. Es embajador de España en Arabia Saudita (desde 2025).

## Carrera diplomática
Tras licenciarse en Derecho en la Universidad San Pablo CEU, ingresó en la carrera diplomática (1985).
Ha estado destinado en las Embajadas de España en Mauritania, Bélgica, Ecuador, Estados Unidos, ocupando igualmente las Segundas Jefaturas en las Embajadas de España en el Reino Unido y Argelia.
En el Ministerio de Asuntos Exteriores, desempeñó los siguientes puestos: Embajador en Misión Especial para Cuestiones Migratorias, Asesor del secretario de Estado de Asuntos Exteriores, y Subdirector General de Oriente Medio y Países del Golfo.
Ha sido embajador de España en Pakistán (2012-2015) y en Trinidad y Tobago (2017-2020).
Fue embajador de España en Catar (2022-2025). Elogió la organización de la Copa Mundial de futbol celebrado en Catar en (2022).